# Powaba
Powaba – zwana także gwałtami, tłokami – dodatkowa forma pańszczyzny w dawnej Polsce; dodatkowa robocizna chłopów poddanych od XV wieku do pierwszej połowy XIX wieku.
Nie była wliczana do zasadniczego wymiaru pańszczyzny. Chłop świadczył ją na wezwanie dworu, zazwyczaj w wymiarze od 5 do 10 dni w roku na wiosnę – powaba wiosenna i na zimę – powaba zimowa.